# Subdominantakkoord
Een subdominantakkoord of kortweg subdominant is een akkoord dat verwant is aan het akkoord waarvan de grondtoon een kwint lager ligt dan dat van de tonica. Met de subdominant, wordt dat akkoord aangeduid, dat op de 4e toon van de toonladder is gebouwd (in C groot: F A C, kortweg IV). In de loop van de geschiedenis is het aantal subdominante akkoorden flink toegenomen. Er bestaat maar 1 tonica (op de 1e trap, aangeduid met I), op 2 manieren: majeur of mineur; er bestaat een aantal dominanten (op de 5e of de 7e trap, respectievelijk aangeduid met V en VII); maar het aantal subdominanten overtreft de beide andere functies verre.
Voorbeelden van subdominanten zijn: IV, II, bVI, #IV, bII, en #II (in majeur).
De functie van de subdominant is een punt van (relatieve) 'ontspanning' in de muziek te vormen. Is de tonica het oerbeeld van de grondtoon (het 'thuiskomen' van de muziek op een rustpunt), de dominant het oerbeeld van spanning, die in de lucht hangt (een gevoel van 'er staat iets onvermijdelijks te gebeuren'), zo is een subdominant een tegendeel van dit alles: een punt van ontspanning, bevreemding, verwondering. Functioneel harmonisch gezien (in de bijvoorbeeld de authentieke cadens) stuwt de subdominant naar de dominant.